# Kleinglockner
Le Kleinglockner, littéralement « Petit Glockner », est une montagne d'Autriche qui s'élève à 3 770 mètres d’altitude dans les Hohe Tauern, juste au sud-ouest du Großglockner, point culminant du pays.